# Thích Quảng Độ
Thích Quảng Độ, auch Thich Quang Do, (* 27. November 1928 in der Provinz Thái Bình; † 22. Februar 2020 in Ho-Chi-Minh-Stadt) war ein vietnamesischer buddhistischer Mönch und Menschenrechtler.

## Leben
Thich Quang Do wurde 1928 in der Provinz Thái Bình in Nordvietnam geboren. Mit 14 Jahren wurde er Mönch. Drei Jahre später wurde er Zeuge, wie sein religiöser Meister durch das revolutionäre Volkstribunal geköpft wurde.

### Politische Opposition
Während seiner Zeit in der Führung der Unified Buddhist Sangha of Vietnam (UBCV) wurde Do ein Aktivist, der gegen die anti-buddhistischen Ziele von Ngô Đình Diệm kämpfte. Am 20. August 1963 wurde er von der Polizei festgenommen und inhaftiert, kam später aber wieder frei.
Nachdem Vietnam 1975 unter der Kontrolle der Kommunisten war, war Dos Religionsgemeinschaft UBCV erneut unerwünscht. Aufgrund seiner Proteste gegen die Vorgehensweise der Regierung wurde er im April 1977 erneut inhaftiert und in das Phan Dang Luu-Gefängnis gebracht. Nach 20 Monaten Haft wurde er im Dezember 1978 entlassen.
Noch im selben Jahr wurde er von Betty Williams und Mairead Maguire für den Friedensnobelpreis nominiert. Als die Regierung 1982 die Vietnamesische Buddhistische Kirche gründete, die vom Staat auch finanziell unterstützt und von der Vietnamesischen Vaterlandsfront kontrolliert wurde, protestierte Thich Quang Do abermals. Daraufhin wurde er wieder inhaftiert und anschließend ins Dorf Vu Doai gebracht, wo er im Exil bis 1992 lebte.
Seit 2003 lebte er de facto unter Hausarrest in einem Kloster in Ho-Chi-Minh-Stadt.

## Auszeichnungen
Im Jahr 2001 erhielt er den Hellmann-Hammet-Preis für verfolgte Autoren. 2002 erhielt er zusammen mit Thích Huyền Quảng und Nguyễn Văn Lý den Homo-Homini-Preis von der tschechischen Organisation People in Need, 2006 den Thorolf-Rafto-Gedenkpreis.
Er war unter anderem neun Mal für den Friedensnobelpreis nominiert.